# CONSUR Women’s Sevens 2015
CONSUR Women's Sevens 2015 – jedenaste mistrzostwa strefy CONSUR w rugby 7 kobiet, oficjalne międzynarodowe zawody rugby 7 o randze mistrzostw kontynentu organizowane przez Confederación Sudamericana de Rugby mające na celu wyłonienie najlepszej żeńskiej reprezentacji narodowej w tej dyscyplinie sportu w strefie CONSUR, które odbyły się wraz z turniejem męskim w argentyńskim mieście Santa Fe w dniach 5–7 czerwca 2015 roku. Turniej służył również jako kwalifikacja do turnieju rugby 7 na Letnich Igrzyskach Olimpijskich 2016.

## Informacje ogólne
Gospodarzem zawodów był Club CRAI, przystąpiło do nich osiem drużyn, a faworytkami były gospodynie. Reprezentacje rywalizowały w ramach jednej grupy systemem kołowym, bezpośrednią kwalifikację na Letnie Igrzyska Olimpijskie 2016 uzyskiwał zwycięzca zawodów, dwa kolejne zespoły otrzymały natomiast prawo do występu w turnieju barażowym. Sędziowie zawodów.
Jedyną niepokonaną drużyną uzyskując tym samym bezpośredni awans na igrzyska w Rio okazały się Kolumbijki, na podium otrzymując prawo do występu w światowym turnieju kwalifikacyjnym uplasowały się także Argentyna i Wenezuela, przewagę nad mającym tyle samo punktów Urugwajem zyskując jedynie lepszym bilansem punktów zdobytych i straconych.

## Faza grupowa
| 5 czerwca 201509:30 | Urugwaj | 36:0 | Peru | Club CRAI, Santa Fe |
| 5 czerwca 201509:30 |         | 36:0 |      | Club CRAI, Santa Fe |

| 5 czerwca 201509:52 | Kolumbia | 36:0 | Kostaryka | Club CRAI, Santa Fe |
| 5 czerwca 201509:52 |          | 36:0 |           | Club CRAI, Santa Fe |

| 5 czerwca 201510:14 | Paragwaj | 10:0 | Chile | Club CRAI, Santa Fe |
| 5 czerwca 201510:14 |          | 10:0 |       | Club CRAI, Santa Fe |

| 5 czerwca 201510:36 | Argentyna | 24:0 | Wenezuela | Club CRAI, Santa Fe |
| 5 czerwca 201510:36 |           | 24:0 |           | Club CRAI, Santa Fe |

| 5 czerwca 201512:04 | Wenezuela | 0:15 | Kolumbia | Club CRAI, Santa Fe |
| 5 czerwca 201512:04 |           | 0:15 |          | Club CRAI, Santa Fe |

| 5 czerwca 201512:26 | Chile | 42:0 | Peru | Club CRAI, Santa Fe |
| 5 czerwca 201512:26 |       | 42:0 |      | Club CRAI, Santa Fe |

| 5 czerwca 201512:48 | Paragwaj | 43:0 | Kostaryka | Club CRAI, Santa Fe |
| 5 czerwca 201512:48 |          | 43:0 |           | Club CRAI, Santa Fe |

| 5 czerwca 201513:12 | Argentyna | 10:14 | Urugwaj | Club CRAI, Santa Fe |
| 5 czerwca 201513:12 |           | 10:14 |         | Club CRAI, Santa Fe |

| 5 czerwca 201514:40 | Kostaryka | 0:29 | Wenezuela | Club CRAI, Santa Fe |
| 5 czerwca 201514:40 |           | 0:29 |           | Club CRAI, Santa Fe |

| 5 czerwca 201515:02 | Paragwaj | 5:10 | Urugwaj | Club CRAI, Santa Fe |
| 5 czerwca 201515:02 |          | 5:10 |         | Club CRAI, Santa Fe |

| 5 czerwca 201515:24 | Chile | 12:24 | Kolumbia | Club CRAI, Santa Fe |
| 5 czerwca 201515:24 |       | 12:24 |          | Club CRAI, Santa Fe |

| 5 czerwca 201515:46 | Argentyna | 42:0 | Peru | Club CRAI, Santa Fe |
| 5 czerwca 201515:46 |           | 42:0 |      | Club CRAI, Santa Fe |

| 6 czerwca 201510:36 | Paragwaj | 38:5 | Peru | Club CRAI, Santa Fe |
| 6 czerwca 201510:36 |          | 38:5 |      | Club CRAI, Santa Fe |

| 6 czerwca 201510:58 | Chile | 0:21 | Wenezuela | Club CRAI, Santa Fe |
| 6 czerwca 201510:58 |       | 0:21 |           | Club CRAI, Santa Fe |

| 6 czerwca 201511:20 | Kolumbia | 12:0 | Urugwaj | Club CRAI, Santa Fe |
| 6 czerwca 201511:20 |          | 12:0 |         | Club CRAI, Santa Fe |

| 6 czerwca 201511:42 | Argentyna | 40:0 | Kostaryka | Club CRAI, Santa Fe |
| 6 czerwca 201511:42 |           | 40:0 |           | Club CRAI, Santa Fe |

| 6 czerwca 201513:12 | Chile | 36:0 | Kostaryka | Club CRAI, Santa Fe |
| 6 czerwca 201513:12 |       | 36:0 |           | Club CRAI, Santa Fe |

| 6 czerwca 201513:34 | Kolumbia | 41:0 | Peru | Club CRAI, Santa Fe |
| 6 czerwca 201513:34 |          | 41:0 |      | Club CRAI, Santa Fe |

| 6 czerwca 201513:56 | Urugwaj | 0:15 | Wenezuela | Club CRAI, Santa Fe |
| 6 czerwca 201513:56 |         | 0:15 |           | Club CRAI, Santa Fe |

| 6 czerwca 201514:18 | Argentyna | 41:12 | Paragwaj | Club CRAI, Santa Fe |
| 6 czerwca 201514:18 |           | 41:12 |          | Club CRAI, Santa Fe |

| 7 czerwca 201510:42 | Kolumbia | 22:0 | Paragwaj | Club CRAI, Santa Fe |
| 7 czerwca 201510:42 |          | 22:0 |          | Club CRAI, Santa Fe |

| 7 czerwca 201511:04 | Urugwaj | 12:5 | Kostaryka | Club CRAI, Santa Fe |
| 7 czerwca 201511:04 |         | 12:5 |           | Club CRAI, Santa Fe |

| 7 czerwca 201511:26 | Wenezuela | 34:0 | Peru | Club CRAI, Santa Fe |
| 7 czerwca 201511:26 |           | 34:0 |      | Club CRAI, Santa Fe |

| 7 czerwca 201511:48 | Argentyna | 29:7 | Chile | Club CRAI, Santa Fe |
| 7 czerwca 201511:48 |           | 29:7 |       | Club CRAI, Santa Fe |

| 7 czerwca 201512:54 | Urugwaj | 17:14 | Chile | Club CRAI, Santa Fe |
| 7 czerwca 201512:54 |         | 17:14 |       | Club CRAI, Santa Fe |

| 7 czerwca 201513:16 | Wenezuela | 12:7 | Paragwaj | Club CRAI, Santa Fe |
| 7 czerwca 201513:16 |           | 12:7 |          | Club CRAI, Santa Fe |

| 7 czerwca 201513:38 | Peru | 17:12 | Kostaryka | Club CRAI, Santa Fe |
| 7 czerwca 201513:38 |      | 17:12 |           | Club CRAI, Santa Fe |

| 7 czerwca 201514:20 | Argentyna | 7:12 | Kolumbia | Club CRAI, Santa Fe |
| 7 czerwca 201514:20 |           | 7:12 |          | Club CRAI, Santa Fe |

## Klasyfikacja końcowa
| Miejsce | Reprezentacja | Uwagi                      |
| ------- | ------------- | -------------------------- |
| 1       | Kolumbia      | awans na LIO 2016          |
| 2       | Argentyna     | awans do baraży o LIO 2016 |
| 3       | Wenezuela     | awans do baraży o LIO 2016 |
| 4       | Urugwaj       | -                          |
| 5       | Paragwaj      | -                          |
| 6       | Chile         | -                          |
| 7       | Peru          | -                          |
| 8       | Kostaryka     | -                          |